# اپروستون
اپروستون (به انگلیسی: Sproston) یک روستا و محله مدنی در بریتانیا است که در چشر غربی و چستر واقع شده‌است. اپروستون ۲۱۸ نفر جمعیت دارد.